# Молодогвардійський заказник
Молодогвардійський — один з об'єктів природно-заповідного фонду Луганської області, ландшафтний заказник місцевого значення.

## Розташування
Розташований у місті Ровеньки Луганської області, на території Ровеньківського лісництва
Державного підприємства «Свердловське лісомисливське господарство». Координати: 48° 05' 05" північної широти, 39° 22' 20" східної довготи .

## Історія
Ландшафтний заказник місцевого значення «Молодогвардійський» оголошений рішенням виконкому Ворошиловградської обласної ради народних депутатів № 251 від 1 серпня 1972 року (в. ч.), рішенням виконкому Ворошиловградської обласної ради народних депутатів № 247 від 28 червня 1984 року.

## Загальна характеристика
Ландшафтний заказник місцевого значення «Молодогвардійський» загальною площею 8,0 га являє собою масив байрачного лісу. Має історичне значення як місце, де в 1943 році були страчені герої «Молодої гвардії».

## Рослинний світ
На території заказника зростають вікові дуби та ясени. Підлісок сформований яблунею лісовою, грушею звичайною, берестом, бруслиною європейською.